# كبة

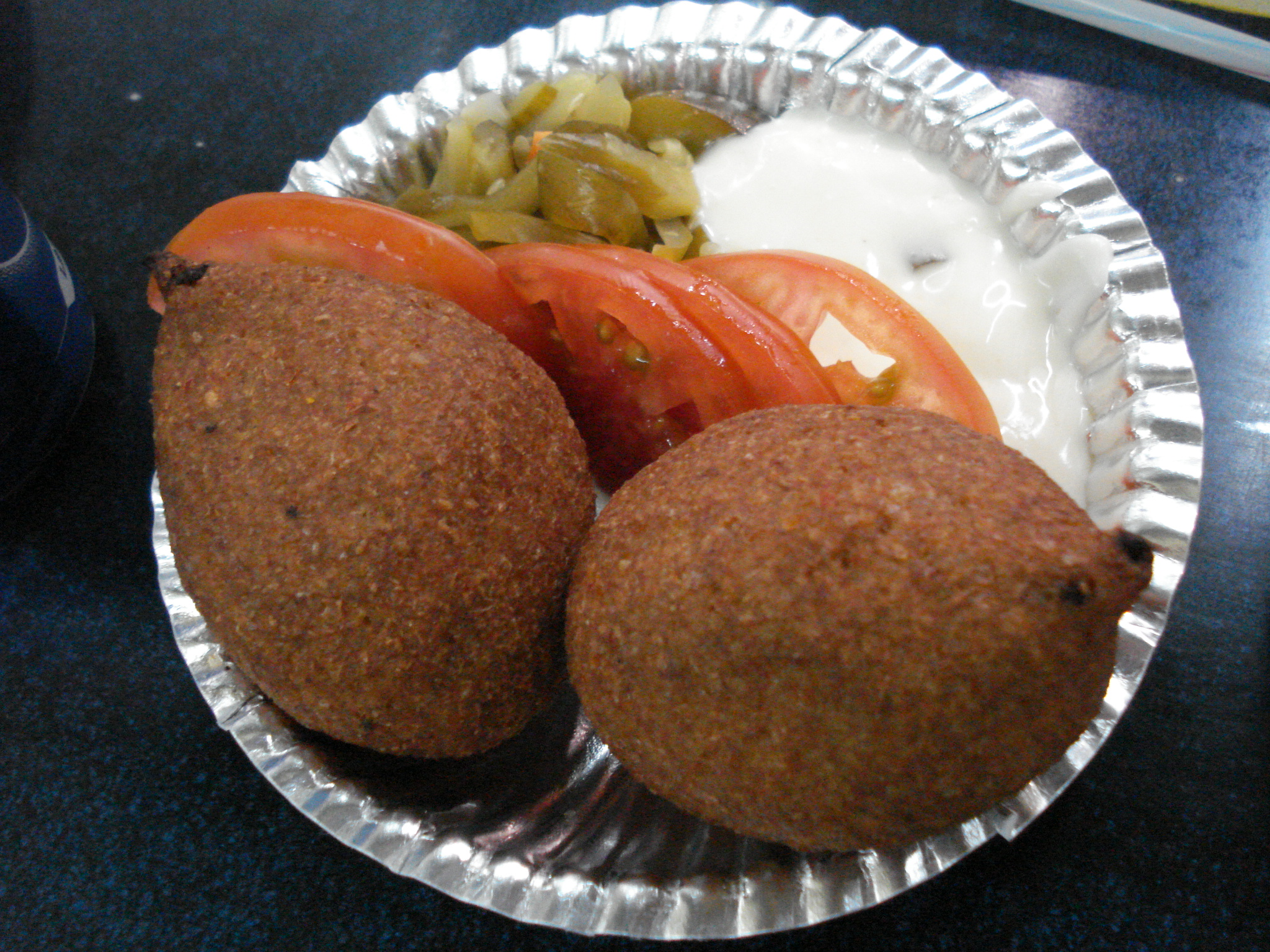
كبة برغل

الكبة أو الكبيبة هي أكلة شرقية عربية تشتهر بها سوريا ولبنان والأردن وفلسطين والعراق وهي تختلف بعض الشيء من بلد لآخر من حيث الشكل والطعم وبعض الشيء في طرق التحضير والإعداد والتقديم.
تحضر الكبة عموماً من البرغل واللحم الهبر الطازج حيث تخلط قطع اللحم مع البرغل المغسول والمصفى وتوضع في الجرن الحجري وتدق بمدق خشبي إلى أن يختلط اللحم مع البرغل ويمتزجا سوية ويصبحا كالعجينة والتي تؤخذ وتكبكب وتحشى بلحم الضأن المفروم والمقلي والمخلوط بالمكسرات من اللوز أو الجوز أو الصنوبر ثم تقلى بالسمن أو بالزيت وتقدم للأكل.
تستخدم حالياً آلة كهربائية لعمل عجينة الكبة وتسمى هذه الآلة بست البيت. تعتبر الكبة، وخاصة الصغيرة منها، كنوع من أنواع المزة أحياناً.

## الكبة الحلبية
تشتهر مدينة حلب بمطبخها العريق وتفنن أهلها بصنع الأطعمة اللذيذة التي تأتي في مقدمتها الكبّة والكباب والمحاشي، حتى أصبح يضرب المثل بها، حيث يردد السوريون المثل الشعبي المعروف: «حلب أم المحاشي والكبب».
تتألف الكبة الحلبية بشكل أساسي من مادة البرغل الناعم بأحد نوعيه الأبيض أو الأحمر، ولحم الضأن البلدي، ويتم عركها باليد، وكان يتم ضربه بالجرن الحجري أو النحاسي مع أداة الضرب المسماة الهاون (وقد أصبحت حالياً من الأدوات التراثية، حيث استبدلت فيما بعد بآلة الطحن اليدوية ومن ثم الكهربائية التي دخلت بقوة إلى المطبخ الحلبي لإراحة المرأة في المنزل والمطبخ من العمل اليدوي)، كما تضاف المكسرات للكِبّة وبخاصة الفستق الحلبي والجوز البلدي والصنوبر واللوز.

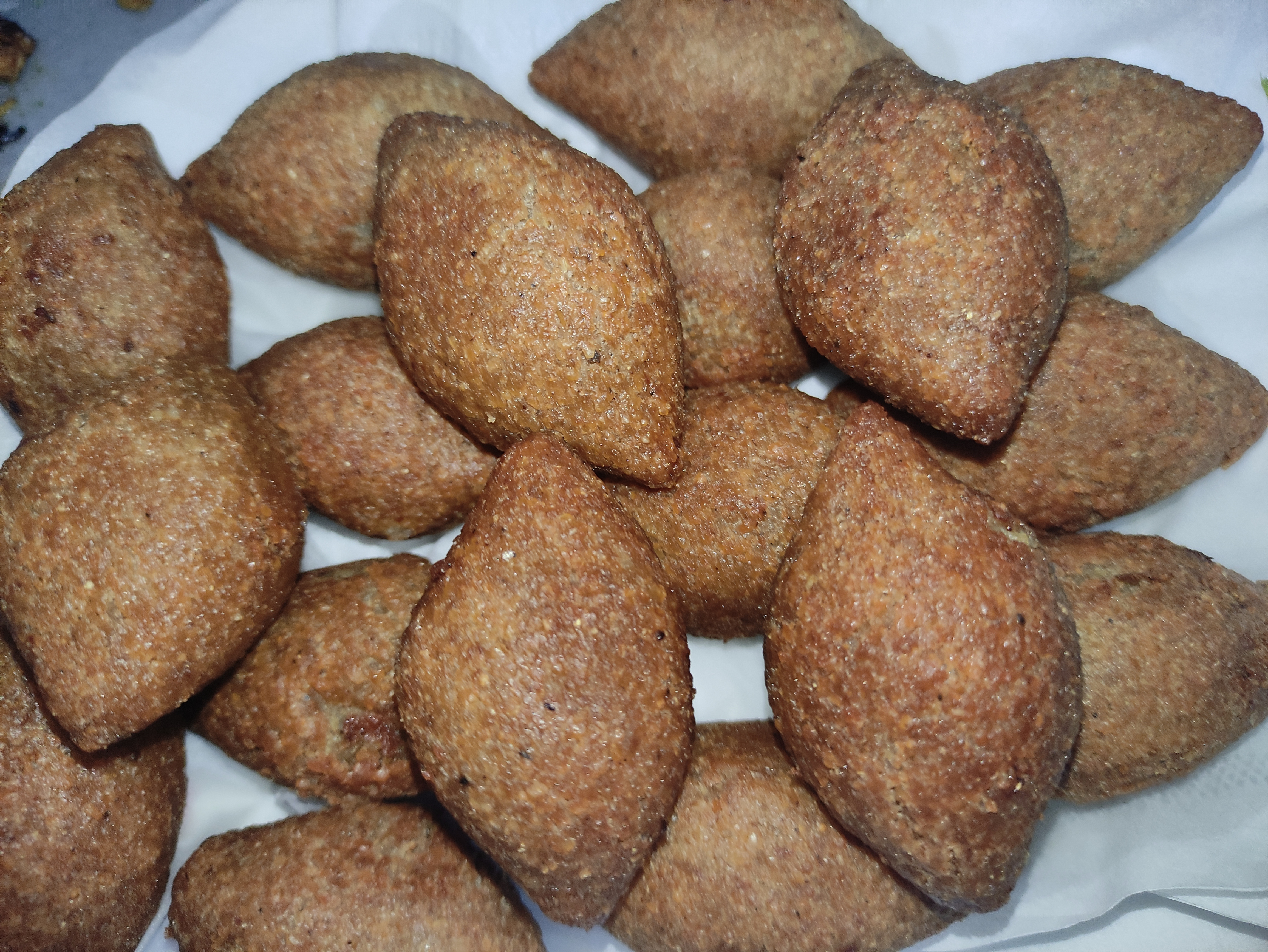
كبه مقلية

وقد تفنن الحلبيون في تصنيع الكبّة وتنويع مائدتها، وقد أحصى بعض المهتمين بالمطبخ الحلبي عدد أنواع الكبة الحلبية بحوالي 90 نوعاً تصنع بطرق وأساليب مختلفة.

### الكِبّة النيئة بالصينية
تصنع من البرغل ولحم الغنم فقط، بحيث تمزج ويعرك البرغل واللحم الأحمر الخالي من الدهن والليّة جيداً ويوضع في الصحن بشكل فني مع إضافة الكعك الهش والتوابل والمكسرات ـ حسب تفنن الطاهي بذلك ورغبة الزبون الذي يطلبه لمائدته في المطعم. وهناك أيضاً «الكبة الحميس»، المقلية بالزيت التي تصنع بشكل فني، بحيث يتم تصنيع الكِبّة على شكل أكواز أو كرابيج يطلق الحلبيون عليها الدرويشية، ويتم حشوها باللحم المحمص بالبصل والجوز أو الصنوبر، وتقدم بأحجام مختلفة، حيث هناك الكبيرة الحجم التي تكون طبقة البرغل فيها رقيقة وحشوة اللحم فيها كبيرة أو العكس طبقة البرغل كبيرة والحشوة قليلة.

### الكُبّة المشوية

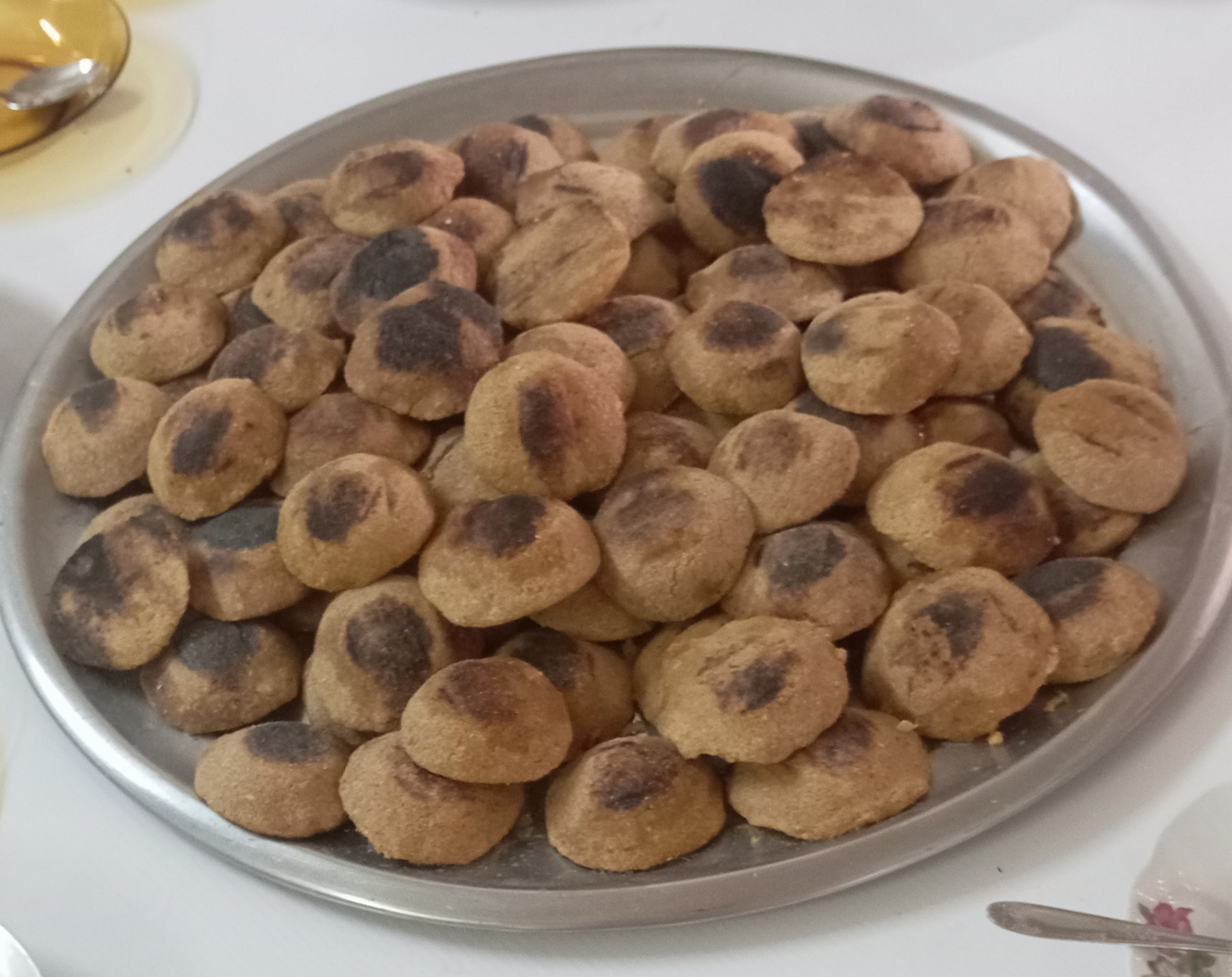
كبة مشوية

تقدم في المطاعم أو تباع بأطباق خاصة لمن يرغب بتناولها في منزله. وعادة تصنع على شكل أقراص كبيرة وتحشى باللحم المخلوط بالدهن والشطة والجوز البلدي والرمّان الحب أو دبس الرمّان وتطلى قبل شويها بطبقة من شحمة الخروف لإعطائها نكهة لذيذة ولمعانا براقا وحتى لا تكون جافة بحيث يصعب هضمها، وبعد ذلك يتم شويها على نار هادئة ويفضل الكثيرون تناولها مشوية على الفحم، حيث تأخذ شكلاً جميلاً وطعماً لذيذاً بخلاف تلك المشوية على أجهزة الشواء الكهربائية أو تلك التي تعمل على الغاز وتقدم الكبة المشوية كمقبلات أيضاً.

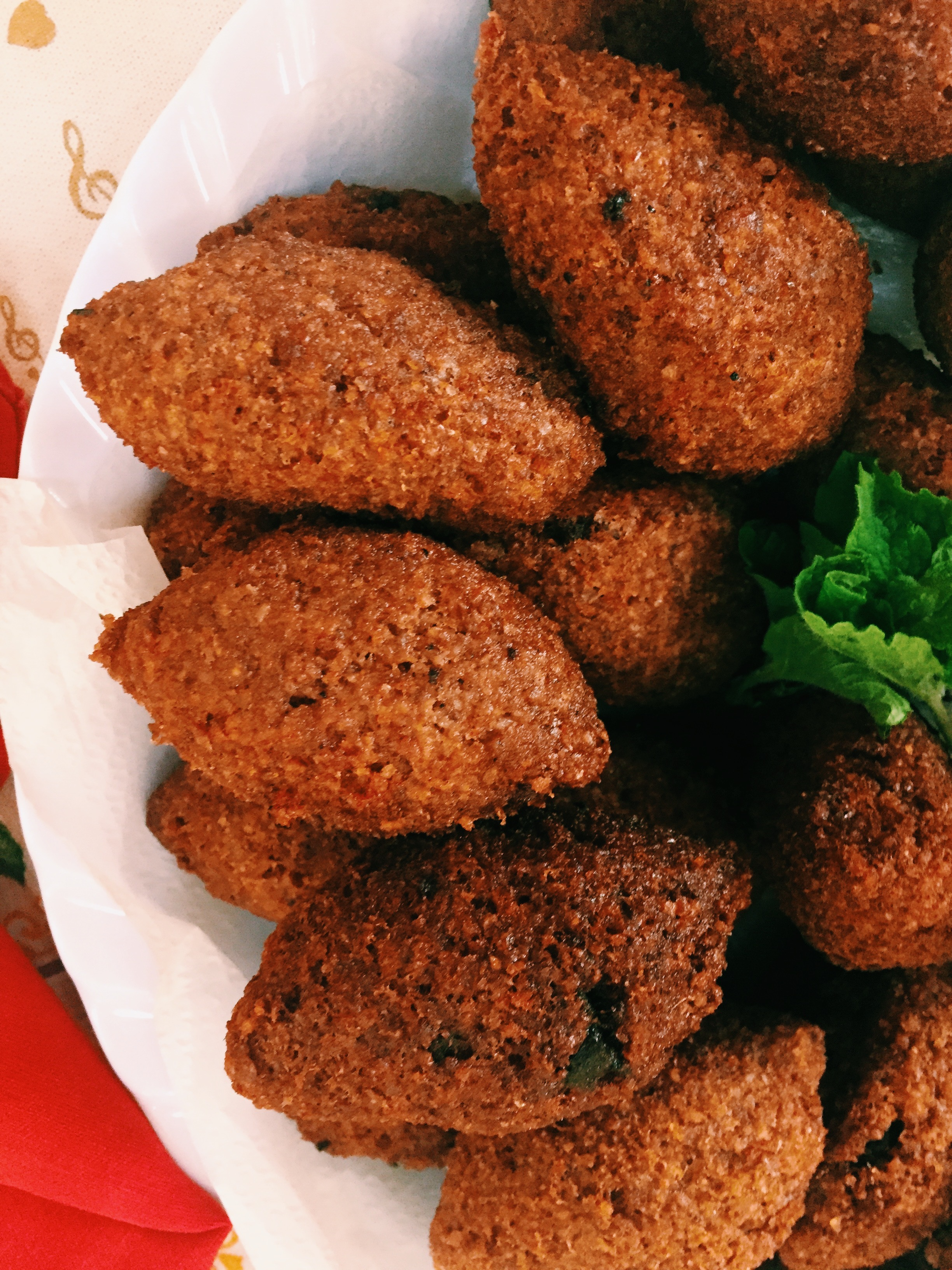
كبة مقلية

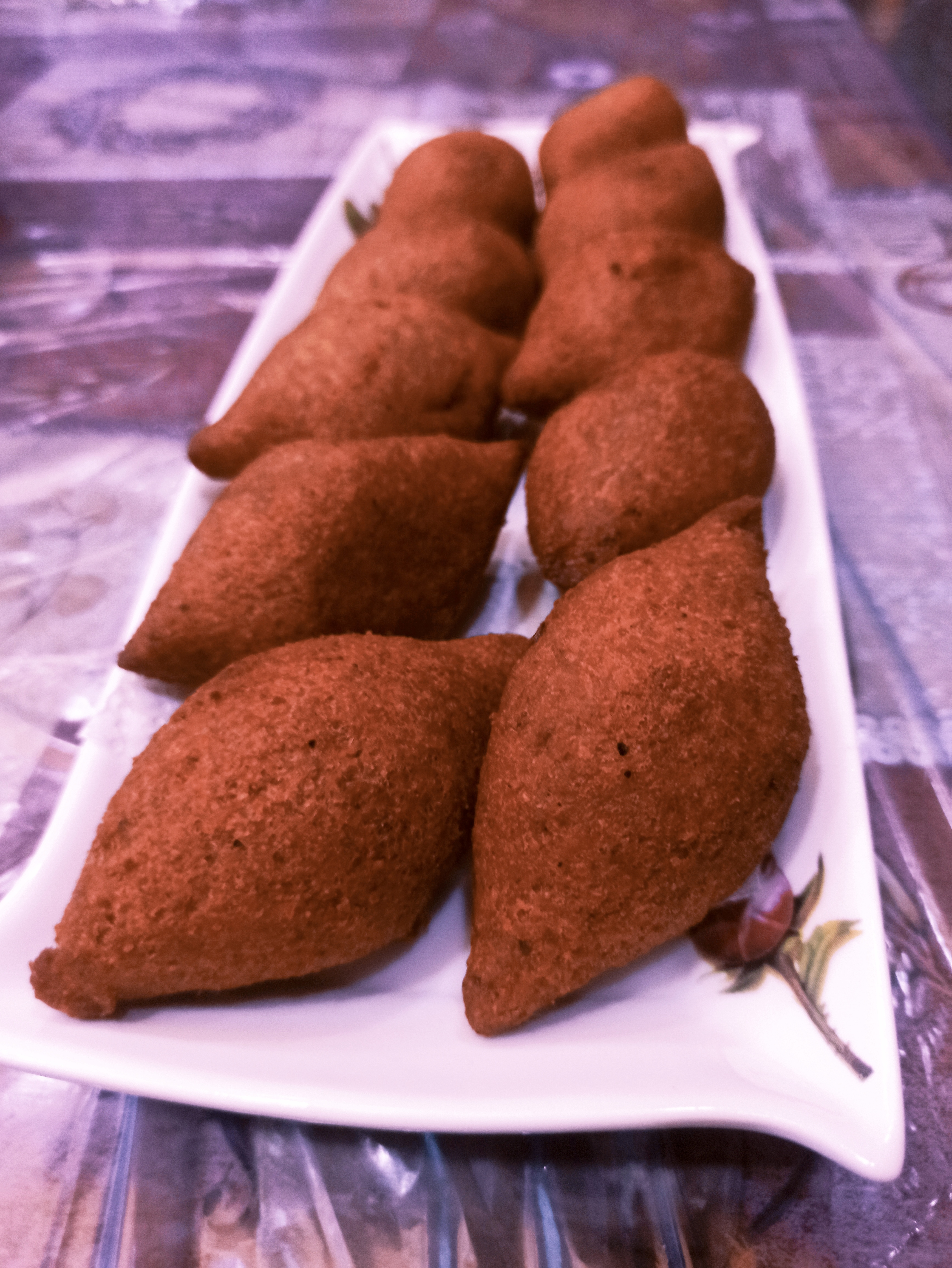
طبق كبة مقلية

### الكُبّة السفرجلية
من أشهر أنواع الكِبّة المعروفة في حلب التي تعتبر طعام غذاء متكاملا ويقدم مع وجبات أخرى كالرز المطبوخ أو المناسف أو وحده فقط، هناك «الكِبّة السفرجلية»، التي تطبخ مع فاكهة السفرجل بعد تقطيعها وسلقها وتوضع مع أكواز (كرابيج) الكبّة في ماء البندورة (الطماطم)، وتغلى على النار حتى تطهى بشكل جيد ويلين تماماً السفرجل ليؤكل مع أكواز الكبّة.ويوضع على النار لمدة 10 دقائق ونضيف نصف كيلو لبن وتوضع بالفرن وبالهنا والشفا

### الكُبّة اللبنية
تغلى مع اللبن الرائب بعد مزجه بالماء حتى يصبح سائلاً وتطهى أكواز (كرابيج) الكِبّة الخالية من حشوة اللحم باللبن المقدد وتقدم ساخنة على مائدة الطعام مع صحن رز أبيض سادة مطبوخ.

### الكُبّة بالصينية

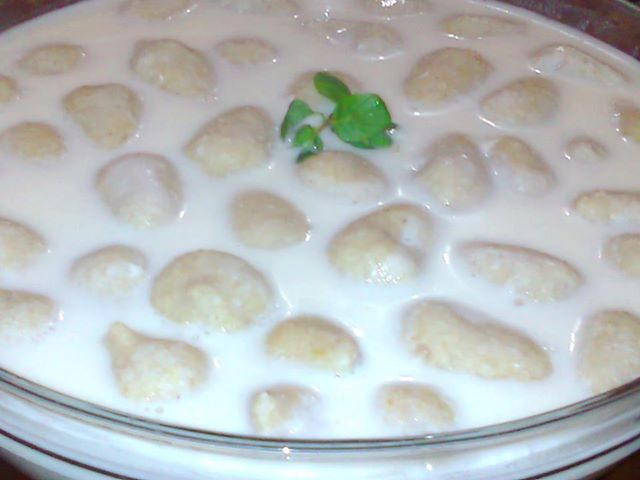
كبة لبنية

يتم مدّ الكبة في صينية كبيرة ووضعها في الفرن حتى تطهى جيداً ومن ثم يقوم الطبّأخ بتقطيعها بشكل فني جذاب يشبه التفنن بعرض الحلويات السورية، وتقدم بالصينية كما هي على مائدة الطعام.

### الكُبّة الصاجية
وتصنع على شكل طبق واحد دائري كبير من اللحم والبرغل وتشوى على الصاج. وهناك «الكِبّة المبرومة»، التي تصنع مع اللوز وتشوى بالفرن وتقدم مع صحن شوربة «حساء» العدس.

### الكُبّة المقلية أو الكبة النابلسية أو كبة الدراويش
تصنع من عجينة الكبة (البرغل مع لحم الضأن) وتسمى أحيانا كبة دراويش وشكل الدرويش عبارة عن اسطوانة مفرغة مسددودة من الطرفين وتحشى باللحم واللوز وأحيانا يضاف بعض الرمان الحامض لها وتقلى بالزيت الذي يغمرها وأحيانا يترك درويش واحد فقط بلا حشوة اللحم ويتندر الأهالي بأن الذي سيأكل الدرويش الفارغ سوف يذهب إلى الحج أو يتزوج إن كان عازبا وهكذا...

### الكُبّة المبرومة
تصنع من عجينة الكبة (البرغل مع لحم الضأن) وتحشى اللوز أو الفستق وتشوى بالفرن وسميت كذلك لتشابه شكلها مع المبرومة التي تعتبر إحدى أهم الحلويات الشرقية.

### الكُبّة سوار الست
تصنع من عجينة الكبة أيضا (البرغل مع لحم الضأن) على شكل أقراص ذات حفرة في الوسط ويوضع الفستق في وسطها وتشوى بالفرن وسميت كذلك لتشابه شكلها مع سوار الست من الحلويات التي تعتبر من الحلويات الشرقية النتشرة.

### الكِبّة مع البطاطا
تطهى من دون لحم، حيث يستبدل اللحم بالبطاطا المسلوقة وهذا النوع يفضله النباتيون الذين لا يأكلون لحوماً حمراء أو بيضاء، كما يفضله الفقراء الذين لا يمتلكون ثمن لحم الغنم البلدي، خاصة مع ارتفاع ثمن الكيلوغرام منها وحاجة تحضير الكِبّة بمختلف أنواعها إلى كميات كبيرة من لحم الضأن.

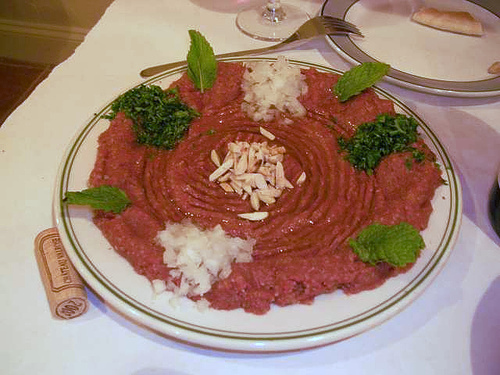
كبة نيئة

### الكُبّة الكرزية
تطهى مع ثمار الكرز واللحم الضأن.

### الكُبّة السمّاقية
الكبة الحلبية مع السماق التي تطهى مع نبات السماق.

### الكُبّة المحشية
مصنعة على شكل كرات أو أصابع.

### الكُبّة المشوية على السيخ (الكبابة)
وتكون فيها نسبة اللحم أكثر بشكل واضح من البرغل ومعروف ان حلب تشتهر بالمشويات المختلفة.

### الكُبّة الكيمشون
وتحضر من اللحم الهبر المدقوق باليد لدى القصاب، ويضاف لها البرغل وتشوى بالفرن لتقدم بأشكال بسيطة، كرات أو أكواز صغيرة.

## الكبة الدمشقية
تشتهر مدينة دمشق في سوريا بأنواع أخرى من الكبة تميزها عن باقي المدن السورية ومن الأنواع المميزة في مدينة دمشق وريفها:

### كبة لبنية
وهي عبارة عن كرات من البرغل محشية باللحم المقلي والجوز ،و تُطبَخ باللبن الرائب

### كبة مشمشية
وهي تشبه الكبة اللبنية مع إضافة الفول الأخضر والسلق واللحم إلى اللبن المطبوخ

### كبة مشوية
حيث يتم إضافة شحم الغنم إلى الحشوة والرمان ويتم عملها على شكل أقراص وتشوى على الفحم

### كبة نية
يتم صنعها من البرغل واللحم بدون طهو

## الكبة الموصلية

### الكبة المصلاوية
وتسمى أيضاً «كبة الموصل» بسبب شهرتها القادمة من مدينة الموصل، وتصنع من البرغل عادة ولحم الغنم والبصل والبهارات.وتحشى بالكشمش واللوز والفستق، تكون قليلة السمك وكبيرة القطر (تغطي عادة سطح صحن كامل).

### كبة التمن
كبة مصنوعة من الرز بدل البرغل، مع لحم الغنم والبصل والبهارات.

### كبة حلب
وهي كبة مصنوعة من الرز الأصفر محشية باللحم المفروم والخضار، تسمى بالعراق كبة حلب لكنها غير معروفة في حلب بل تقتصر على العراق.

#### الكبة اليخني
أي اليخنة (المستوية)، وهي كبة تمن تطبخ عادة مع مرقة تحتوي على الحمص ولحم ذي عظم.
ويأكلها مسيحيو الموصل بصورة شائعة في يوم عيد الميلاد.

### كبة حامض
وهي كبة برغل (أو أحياناً كبة تمن)، محشية بلحم الغنم والبصل والبهارات مطبوخة في مرقة حمراء (بمعجون الطماطم). تحتوي المرقة على حمض ليمون بالإضافة (بصورة شائعة) إلى الشلغم والنعناع اليابس.

### كبة قيسي
وهي كبة صغيرة الحجم، تحتوي على حشوة من لحم الغنم والبهارات ولكن من غير بصل. تطبخ في مرقة حلوة الطعم. تحتوي المرقة على لحم بعظم، وعلى «قيسي» أي المشمش المجفف، أو أحياناً تستبدل بالتمر، مما يعطيها الطعم الحلو. تُطبخ هذه الكبة بشكل كبير في الموصل وخاصة في عيد رأس السنة لتمني السنة الحلوة للآكلين.

## وصلات خارجية
- طريقة عمل الكبة
- طريقة عمل الكبة مع صورة لصحن كبة شهي
- طريقة عمل كبة الموصل